# Coniophanes piceivittis
Espèce
Synonymes
- Tachymenis taeniata Peters, 1870
- Conophis lineatus Ditmars, 1934
- Liophis decoratus Ditmars, 1934
- Coniophanes frangivirgatus Peters, 1950

Statut de conservation UICN

 LC  : Préoccupation mineure
Coniophanes piceivittis est une espèce de serpents de la famille des Dipsadidae.

## Répartition
Cette espèce se rencontre au Mexique, au Guatemala, au Honduras, au Salvador, au Nicaragua et au Costa Rica. 
Sa présence au Belize est incertaine.

## Liste des sous-espèces
Selon The Reptile Database (29 août 2013) :
- Coniophanes piceivittis frangivirgatus Peters, 1950
- Coniophanes piceivittis piceivittis Cope, 1869

## Publications originales
- Cope, 1870 "1869" : Seventh Contribution to the Herpetology of Tropical America. Proceedings of the American Philosophical Society, vol. 11, no 81, p. 147-192 (texte intégral).
- Peters, 1950 : A new snake of the genus Coniophanes from Veracruz, Mexico. Copeia, vol. 1950, no 4, p. 279-280.